# Рябинкин, Борис Андреевич
Борис Андреевич Рябинкин (1926, Василево, Городецкий уезд, Нижегородская губерния, РСФСР, СССР — 18 марта 2010, Чкаловск, Нижегородская область, Российская Федерация) — заслуженный работник транспорта Российской Федерации, слесарь-судоремонтник завода им. Ульянова (Ленина), почётный гражданин Чкаловского района Нижегородской области (Постановление Земского собрания Чкаловского района от 19.03.1996 (№17)).

## Биография
Борис Андреевич родился в 1926 году. С 1943 по 1986 год работал на заводе им. Ульянова (Ленина) в качестве слесаря-судоремонтника. Награждён орденами Ленина, «Трудового красного знамени», медалями «За доблестный труд» и «Ветеран труда». За высокие производственные показатели неоднократно заносился на районную и заводскую Доску Почета.